# Elisa Eliash
Elisa Eliash (Santiago, 1984) es una directora, guionista y académica chilena.

## Trayectoria
Su primer largometraje y tesis de estudio, Mami te amo (2008), se estrenó en el festival Rencontres du Cinema de Toulouse y fue exhibida en más de 25 festivales de todo el mundo ganando Mejor Película en Cine B Santiago y menciones en el Festival Internacional de Cine de Valdivia y Quito.[cita requerida]
En 2011 estrena su segundo largometraje, Aquí estoy, aquí no (2011), el cual participó en la Competencia Internacional de Buenos Aires Festival Internacional de Cine Independientey fue galardonada como Mejor Película, Mejor Guion y Premio del Público en el Festival Internacional de Cine de Antofagasta 2013.
En 2022 estrenó su tercer largometraje denominado Fiebre, película orientada a la infancia que mezcla animación y live action. Tuvo su estreno en Festival Internacional de Cine de Valdivia, Black Nights de Tallin y el Festival Internacional de Cine de Mar del Plata, recibiendo el premio a Mejor Largometraje en Mi Primer Festival de Lima 2023.
Como guionista, Elisa ha coescrito los largometrajes El bosque de Karadima dirigida por Matías Lira que se alzó como la película chilena más vista en salas el año 2015. También cumplió este rol en Sin Norte, dirigida por Fernando Lavanderos que fue ganadora de la mejor película en el Festival de Gramado, Brasil y Premio Especial del Jurado en el Festival Internacional de Cine de Valdivia.Además, fue parte de El niño del plomo (2021), dirigida por Daniel Dávila.
Como docente, Elisa Eliash ha enseñado guion y dirección en diversas Universidades y laboratorios nacionales e internacionales. Actualmente, forma parte de la Planta Especial de la Facultad de Comunicaciones de la Universidad Católica de Chile.

## Filmografía
| Año  | Título                      | Rol       | Rol       | Ref. |
| Año  | Título                      | Directora | Guionista | Ref. |
| ---- | --------------------------- | --------- | --------- | ---- |
| 2006 | Amor a domicilio            | Sí        | Sí        |      |
| 2008 | Mami te amo                 | Sí        | Sí        |      |
| 2011 | Aquí estoy, aquí no         | Sí        | Sí        |      |
| 2020 | Un poco de fiebre           | Sí        | Sí        |      |
| 2022 | Fiebre                      | Sí        | Sí        |      |
| 2023 | Nuevo Amanecer              | Sí        | No        |      |
| 2015 | Sin norte                   | No        | Sí        |      |
| 2015 | El bosque de Karadima       | No        | Sí        |      |
| 2021 | El niño del plomo           | No        | Sí        |      |
| 2022 | Lo que queda entre nosotros | No        | Sí        |      |

## Premios y reconocimientos
| Año  | Película            | Premio                                        | Categoría                  |
| ---- | ------------------- | --------------------------------------------- | -------------------------- |
| 2008 | Mami te amo         | Cine B Santiago                               | Mejor película             |
| 2008 | Mami te amo         | Festival Internacional de Cine de Valdivia    | Mención honrosa            |
| 2013 | Aquí estoy, aquí no | Festival Internacional de Cine de Antofagasta | Mejor Película             |
| 2013 | Aquí estoy, aquí no | Festival Internacional de Cine de Antofagasta | Mejor Guion                |
| 2013 | Aquí estoy, aquí no | Festival Internacional de Cine de Antofagasta | Premio del Público         |
| 2022 | Fiebre              | Mi Primer Festival de Lima                    | Mejor Largometraje         |
|      | Sin Norte           | Festival de Gramado                           | Mejor Película             |
| 2015 | Sin Norte           | Festival Internacional de Cine de Valdivia    | Premio Especial del Jurado |